# أنخيل غارسيا
أنخيل غارسيا (بالإسبانية: Ángel García Cabezali)‏ (3 فبراير 1993 مدريد إسبانيا - ) هو لاعب كرة قدم إسباني يلعب كلاعب وسط.

## روابط خارجية
- أنخيل غارسيا على موقع قاعدة بيانات كرة القدم.إي يو (الإنجليزية)
- أنخيل غارسيا على موقع Soccerway.com (الإنجليزية)
- أنخيل غارسيا على موقع AS.com (الإسبانية)